# 住宅管理協会
公益財団法人住宅管理協会（じゅうたくかんりきょうかい、英文名称Housing Administration Association）は、都市再生機構の賃貸住宅等の管理業務を代行する公益法人。元国土交通省所管。

## 概要
- 本部所在地 - 東京都千代田区
- 理事長 - 福田秀文

### 沿革
- 1979年3月26日 - 財団法人関東住宅管理協会設立。
- 1980年 - 財団法人関西住宅管理協会と統合、財団法人住宅管理協会となる。
- 2010年3月9日 - 「事業仕分け (行政刷新会議)第2弾」において、仕分け対象枠の公益法人に選定された。

## 主な事業
- 賃貸住宅等の管理業務の代行
  - 現地管理業務 - 住宅の鍵の受渡し、模様替えなどの届出の受理、苦情対応など。
  - 保全管理業務 - 建物のメンテナンスやリニューアル、耐震診断など。
  - 募集案内業務、他
- 団地居住者のコミュニティ形成等のための支援活動
  - 管理報「yourらうんじ（首都圏支部）」「まど（関西支部）」「こだち（中部支部）」「あおぞら（九州支部）」の発行
- 団体信用生命保険事業、調査研究事業、テレビ電波障害対策など